# Kanał Szkutelniak
Szkutelniak – ciek w gminach Pobiedziska i Kostrzyn, prawy dopływ Cybiny.
Źródła zlokalizowane są przy zachodnich zabudowaniach Sannik. Potem ciek przepływa pod drogą szybkiego ruchu S5 i wpływa na teren Parku Krajobrazowego Promno, przyjmując kierunek zachodni. Odcinek na terenie Parku ma 4,34 km. Przechodzi przez jezioro Jeziórko, mija grodzisko Szwedzkie Okopy i wpływa na śródleśne, zmeliorowane Łąki Królewskie. Od południa odwadnia rezerwat Las Liściasty w Promnie i uchodzi do Cybiny (staw rybny Promno I) na północny zachód od Starej Górki, już poza terenem parku krajobrazowego.Szkutelniak i Kanał Czachurski stanowią główne dwa elementy sieci hydrograficznej Parku Krajobrazowego Promno.